# ميتسكي
ميتسكي مياواكي (من مواليد 27 سبتمبر 1990) ، ولدت باسم ميتسوكي لايكوك ومعروفة باسم ميتسكي ، وهي مغنية وكاتبة أغاني يابانية أمريكية.

## حياتها المبكرة
ولدت ميتسكي مياواكي باسم ميتسوكي ليكوك  في 27 سبتمبر 1990 في اليابان لأب أمريكي وأم يابانية.  أثناء نشأتها ، انتقلت كثيرًا بسبب وظيفة والدها في وزارة الخارجية الأمريكية ، حيث عاشت في العديد من البلدان، بما في ذلك تركيا والصين وماليزيا واليابان وجمهورية الكونغو الديمقراطية ، قبل أن تستقر في نهاية المطاف في الولايات المتحدة.     تقول ميتسكي إنها كانت في الثامنة عشرة من عمرها عندما كتبت أغنيتها الأولى. 

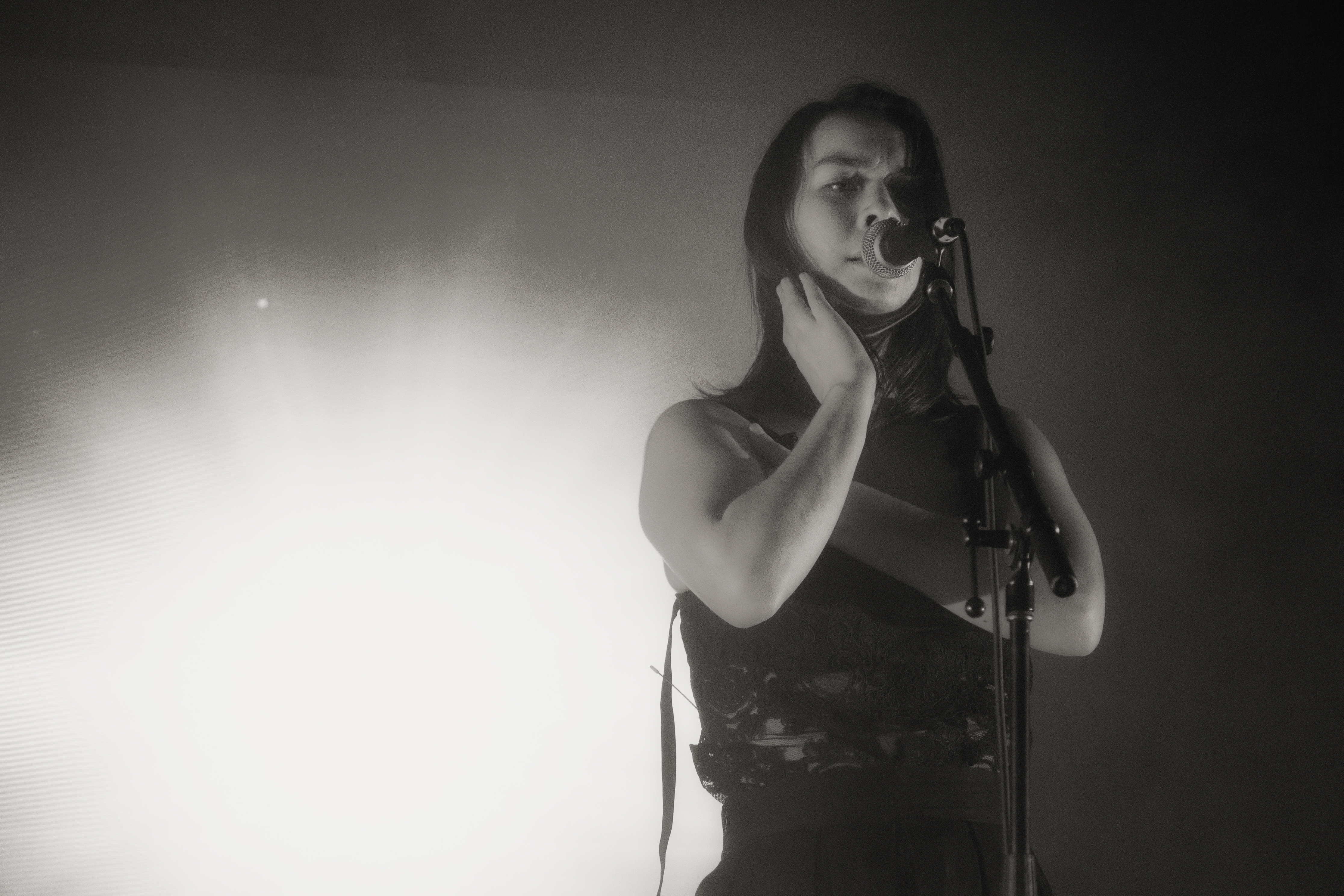
ميتسكي تؤدي في حفل موسيقي في سياتل في أكتوبر 2018.

## الحياة الشخصية
تعكس ميتسكي هويتها متعددة الثقافات على أنها «نصف يابانية ونصف أمريكية ولكن ليست كذلك بشكل كامل» ، وهو شعور ينعكس غالبًا في موسيقاها التي تناقش أحيانًا قضايا الانتماء.   أعربت ميتسكي عن توترها لكونها شخصية خاصة وانزعاجها من الاهتمام الذي يأتي مع التواجد في نظر الجمهور ، لذلك فضلت إبقاء حياتها الشخصية خاصة. 

## روابط خارجية
- الموقع الرسمي